# Khorovod

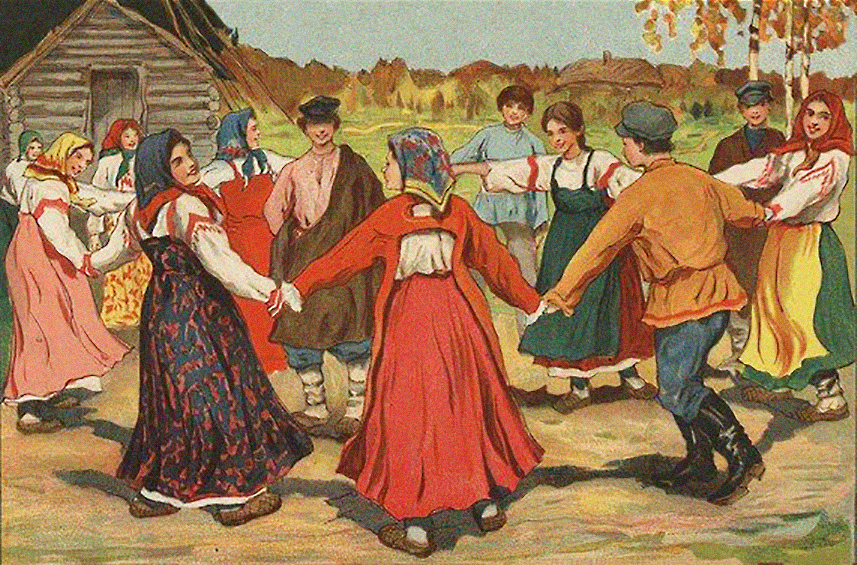
Danseurs de khorovod.

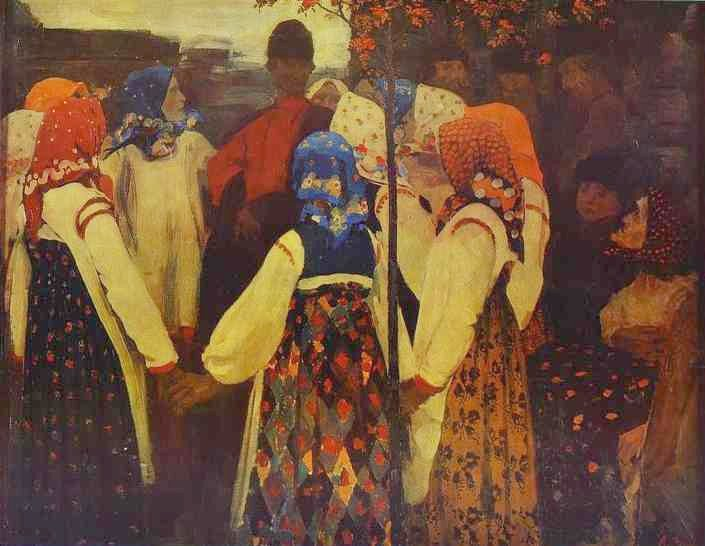
Jeune homme interrompant un Khorovod (Andreï Ryabouchkine, 1902 - Galerie Tretiakov)

Le khorovod (ou khorovode, pluriel : khorovodi) est une danse traditionnelle et populaire russe liée au printemps.
Il s'agit d'une ronde majoritairement constituée de jeunes filles (entre 200 et 300) qui tournent de droite à gauche dans la direction du soleil en réalisant des figures chorégraphiques. Au centre de la ronde, des personnes miment les paroles de la chanson, qui comporte souvent 4 lignes dont la 2e et la 4e sont similaires. La chanson est répétée par un soliste et reprise en chœur.
Elle était dansée en Russie à la cour du tsar à partir d'Alexandre Ier (au début du XIXe siècle).[réf. nécessaire]